# Semigola

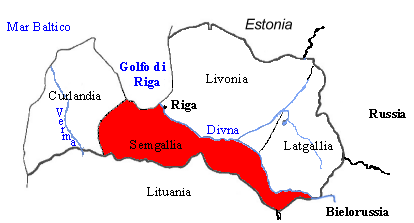
Mapa de Semigola

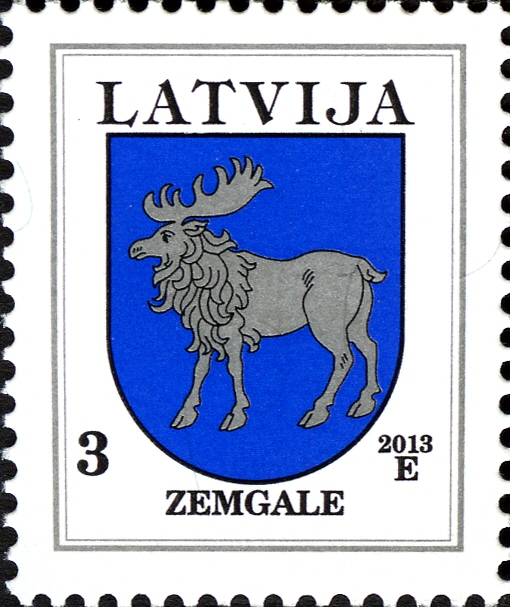
Selo letão de 2013 com o brasão de Zemgole

A Semigola ou Semigália (Zemgale, em letão) é uma região histórica da Letônia, no fundo do Golfo de Riga, ao sul da Livônia e a oeste da Curlândia.